# Magyarország az 1934-es atlétikai Európa-bajnokságon
Magyarország a Torinóban megrendezett 1934-es atlétikai Európa-bajnokság egyik részt vevő nemzete volt. Az ország a versenyen 17 sportolóval képviseltette magát.

## Érmesek
| Érem  | Versenyző                                            | Versenyszám   | Dátum         |
| ----- | ---------------------------------------------------- | ------------- | ------------- |
| Arany | Kovács József                                        | 110 m gát     | szeptember 8. |
| Arany | Szabó Miklós                                         | 800 m         | szeptember 9. |
| Ezüst | Szabó Miklós                                         | 1500 m        | szeptember 7. |
| Ezüst | Sír József                                           | 200 m         | szeptember 9. |
| Ezüst | Forgács László Kovács József Sír József Gyenes Gyula | 4 × 100 m     | szeptember 9. |
| Bronz | Donogán István                                       | Diszkoszvetés | szeptember 8. |
| Bronz | Sír József                                           | 100 m         | szeptember 8. |

## Eredmények

### Férfi
| Versenyző                                            | Versenyszám | Előfutam | Előfutam | Előfutam | Elődöntő | Elődöntő | Elődöntő | Döntő     | Döntő    |
| Versenyző                                            | Versenyszám | Idő      | Hely.    | Össz.    | Idő      | Hely.    | Össz.    | Idő       | Helyezés |
| ---------------------------------------------------- | ----------- | -------- | -------- | -------- | -------- | -------- | -------- | --------- | -------- |
| Sír József                                           | 100 m       | 11,0     | 1.       | 4.       | 10,6     | 1.       | 1.       | 10,7      |          |
| Sír József                                           | 200 m       | 21,8     | 1.       | 2.       |          |          |          | 21,5      |          |
| Kovács József                                        | 200 m       | 21,9     | 2.       | 3.       |          |          |          | 21,7      | 4.       |
| Kovács József                                        | 110 m gát   | 15,2     | 1.       | 5.       | 14,8     | 1.       | 1.       | 14,8      |          |
| Barsi László                                         | 400 m       | 49,3     | 3.       | 9.       |          |          |          | kiesett   | kiesett  |
| Szabó Miklós                                         | 800 m       | 1:58,9   | 2.       | 10.      |          |          |          | 1:52,0    |          |
| Szabó Miklós                                         | 1500 m      | 4:19,0   | 1.       | 12.      |          |          |          | 3:55,2    |          |
| Kelen János                                          | 5000 m      |          |          |          |          |          |          | 15:06,6   | 6.       |
| Szilágyi Jenő                                        | 5000 m      |          |          |          |          |          |          | 15:43,0   | 9.       |
| Szilágyi Jenő                                        | 10 000 m    |          |          |          |          |          |          | 32:23,0   | 5.       |
| Galambos József                                      | Maraton     |          |          |          |          |          |          | 2:55:14,0 | 4.       |
| Forgács László Kovács József Sír József Gyenes Gyula | 4 × 100 m   |          |          |          |          |          |          | 42,4      |          |

| Versenyző        | Versenyszám   | Selejtező | Selejtező | Döntő    | Döntő    |
| Versenyző        | Versenyszám   | Eredmény  | Helyezés  | Eredmény | Helyezés |
| ---------------- | ------------- | --------- | --------- | -------- | -------- |
| Zsuffka Viktor   | Rúdugrás      | 3,60 m    | 1.        | 3,90 m   | 4.       |
| Koltai Henrik    | Távolugrás    |           |           | 7,01 m   | 6.       |
| Dombóvári Sándor | Távolugrás    |           |           | 6,80 m   | 8.       |
| Dombóvári Sándor | Hármasugrás   |           |           | 13,91 m  | 10.      |
| Somló Lajos      | Hármasugrás   |           |           | 13,93 m  | 9.       |
| Darányi József   | Súlylökés     |           |           | 14,86 m  | 6.       |
| Donogán István   | Diszkoszvetés |           |           | 45,91 m  |          |
| Remetz József    | Diszkoszvetés |           |           | 45,54 m  | 4.       |
| Várszegi József  | Gerelyhajítás |           |           | 65,81 m  | 5.       |